# مارجوري هوي
مارجوري هوي (بالإنجليزية: Marjorie Hoy)‏ هي عالمة عنكبوتيات ‏ وعالمة وراثة وعالمة حشرات أمريكية، ولدت في 1941 في كانساس سيتي في الولايات المتحدة.